# シュレ

シュレの紋章

シュレ（Choulex）はスイス連邦・ジュネーヴ州の東部、レマン湖の南側にある基礎自治体（コミューン）。ジュネーヴ州のコロンジュ・ベルリヴ、メイニエ、プレザンジュ、ピュプランジュ、トネ、ヴァンドゥーヴルのコミューンに囲まれている。

## データ
- 面積:3.88 km²
- 人口:1007人(2008年1月)